# 交叉反应
交叉反应是指一种抗体与其不相对应的抗原所发生的反应。在免疫反应中，某一抗原一般只能与其本身所对应的抗体相结合，但由于有的抗原性质与另一种抗原物质有些類似，这样它们所产生的抗体将会互相起反應。